# 沙戟
沙戟（学名：[Chrozophora sabulosa] 错误：{{Lang}}：文本有斜体标记（帮助）），为大戟科沙戟属下的一个植物种。